# Larentia profugaria
Larentia profugaria là một loài bướm đêm trong họ Geometridae.